# Варница (Прахова)
Варница (рум. Varnița) насеље је у Румунији у округу Прахова у општини Ширна. Oпштина се налази на надморској висини од 139 m.

## Становништво
Према подацима из 2002. године у насељу је живело 966 становника, од којих су сви румунске националности.